# Lego Creator

Logotipo

Lego Creator é um tema de brinquedos Lego, lançado em 2004 e voltado para a criação livre. A linha visa estimular a imaginação para criar novos modelos. Desse modo, os conjuntos têm mais de uma possibilidade de montagem, normalmente de três a oito, variando de nível mais simples até mais avançado.
A linha foi iniciada com baldes e caixas e depois renomeada como "Make and Create", até ao nome atual de "Bricks and More". Está dividida em duas grandes coleções:
- X-Pods (atualmente descontinuados), com pequenas peças em pequenos contentores; e
- Creator com conjuntos de maiores dimensões, de vários tipos, como dinossauros, carros, robôs e vida selvagem.

A designação mais recente, "Bricks and More" é destinada a crianças desde 4 anos e acima, e apenas traz baldes e caixas com vários elementos.

## X-Pods
| Código | Nome            | Lançamento |
| ------ | --------------- | ---------- |
| 4349   | Wild Pod        | 2004       |
| 4348   | Aero Pod        | 2004       |
| 4347   | Auto Pod        | 2004       |
| 4346   | Robo Pod        | 2004       |
| 4335   | Black Robot Pod | 2004       |
| 4337   | Dragon Pod      | 2005       |
| 4338   | Monster Pod     | 2005       |
| 4339   | Aqua Pod        | 2005       |
| 4413   | Arachno Pod     | 2005       |
| 4415   | Auto Pod II     | 2006       |
| 4416   | Robo Pod II     | 2006       |
| 4417   | Aero Pod II     | 2006       |
| 4418   | Dino Pod        | 2006       |

## Creator
| Código | Nome                  | Lançamento |
| ------ | --------------------- | ---------- |
| 4886   | Buildings Bonanza     | 2004       |
| 4505   | Sea Machines          | 2004       |
| 4506   | Deep-Sea Predators    | 2004       |
| 4507   | Prehistoric Creatures | 2004       |
| 4508   | Titan XP              | 2004       |
| 4881   | Robo Platoon          | 2005       |
| 4882   | Speed Wings           | 2005       |
| 4883   | Gear Grinders         | 2005       |
| 4884   | Wild Hunters          | 2005       |
| 4888   | Ocean Odyssey         | 2005       |
| 4891   | Highway Haulers       | 2006       |
| 4892   | Prehistoric Power     | 2006       |
| 4893   | Revvin' Riders        | 2006       |
| 4894   | Mythical Creatures    | 2006       |
| 4895   | Motion Power          | 2006       |
| 4896   | Roaring Roadsters     | 2006       |
| 4915   | Mini Construction     | 2007       |
| 4916   | Mini Animals          | 2007       |
| 4917   | Mini Robots           | 2007       |
| 4918   | Mini Flyers           | 2007       |
| 4939   | Cool Cars             | 2007       |
| 4953   | Fast Flyers           | 2007       |
| 4954   | Model Town House      | 2007       |
| 4955   | Big Rig               | 2007       |
| 4956   | House                 | 2007       |
| 4957   | Ferris Wheel          | 2007       |
| 4958   | Monster Dino          | 2007       |
| 4837   | Mini Trains           | 2008       |
| 4838   | Mini Vehicles         | 2008       |
| 4994   | Fierce Creatures      | 2008       |
| 4995   | Cargo Copter          | 2008       |
| 4996   | Beach House           | 2008       |
| 6741   | Mini Jet              | 2009       |
| 6742   | Mini Off Roader       | 2009       |
| 6743   | Street Speeders       | 2009       |
| 6745   | Propeller Power       | 2009       |
| 6747   | Race Riders           | 2009       |
| 7876   | Cement Truck          | 2008       |

## Creative Building (Creator)
| Código | Nome                                       | Lançamento     |
| ------ | ------------------------------------------ | -------------- |
| 4103   | Fun with Bricks                            | 2005           |
| 4496   | Fun With Building Tub                      | 2006           |
| 4105   | Creator Bucket/50th Anniversary Bucket     | 2003/2005      |
| 4103   | Fun with Bricks                            | 2002/2005      |
| 4407   | Transportation                             | 2004           |
| 4496   | Fun with Building Tub/50th Anniversary Tub | 2004/2005/2006 |
| 5475   | LEGO Girls Fantasy Bucket                  | 2006           |
| 5483   | Ready, Steady, Build & Race LEGO Set       | 2006           |
| 5482   | Ultimate LEGO House Building Set           | 2006           |

## Mosaic
| Código | Nome                          | Lançamento |
| ------ | ----------------------------- | ---------- |
| 6162   | Building Fun with LEGO Mosaic | 2007       |
| 6163   | A World of LEGO Mosaic        | 2007       |